# Bledi Shkëmbi
Bledi Shkëmbi (Coriza, 13 agosto 1979) è un allenatore di calcio ed ex calciatore albanese, di ruolo centrocampista.

## Carriera

### Club
Ha giocato in Albania con lo Skënderbeu (la squadra della sua città natale) ed il Teuta, in Grecia con l'Ethnikos Asteras, ed in Croazia con il Rijeka e Kamen Ingrad.

### Nazionale
Ha fatto parte inoltre, della nazionale albanese, con cui ha disputato 14 partite fra il 2002 e il 2006.

### Allenatore
Il 16 giugno 2017 diventa allenatore del club kosovaro Liria.

## Statistiche

### Presenze e reti nei club
Statistiche aggiornate al 18 maggio 2016.
| Stagione                   | Squadra                    | Campionato                 | Campionato | Campionato | Coppe nazionali | Coppe nazionali | Coppe nazionali | Coppe continentali | Coppe continentali | Coppe continentali | Altre coppe | Altre coppe | Altre coppe | Totale | Totale |
| Stagione                   | Squadra                    | Comp                       | Pres       | Reti       | Comp            | Pres            | Reti            | Comp               | Pres               | Reti               | Comp        | Pres        | Reti        | Pres   | Reti   |
| -------------------------- | -------------------------- | -------------------------- | ---------- | ---------- | --------------- | --------------- | --------------- | ------------------ | ------------------ | ------------------ | ----------- | ----------- | ----------- | ------ | ------ |
| 1997-1998                  | Skënderbeu                 | KP                         | 31         | 1          | CA              | 0               | 0               | -                  | -                  | -                  | -           | -           | -           | 31     | 1      |
| 1998-1999                  | Skënderbeu                 | KS                         | 24         | 2          | CA              | 0               | 0               | -                  | -                  | -                  | -           | -           | -           | 24     | 2      |
| 1999-2000                  | Skënderbeu                 | KS                         | 25         | 1          | CA              | 0               | 0               | -                  | -                  | -                  | -           | -           | -           | 25     | 1      |
| 2000-2001                  | Teuta                      | KS                         | 21         | 1          | CA              | 0               | 0               | CU                 | 2                  | 0                  | -           | -           | -           | 23     | 1      |
| 2001-gen. 2002             | Ethnikos Asteras           | AE                         | 1          | 0          | CG              | 1               | 0               | -                  | -                  | -                  | -           | -           | -           | 2      | 0      |
| gen.-giu. 2002             | Rijeka                     | 1. HNL                     | 11         | 1          | CC              | 0               | 0               | -                  | -                  | -                  | -           | -           | -           | 11     | 1      |
| 2002-2003                  | Rijeka                     | 1. HNL                     | 24         | 1          | CC              | 0               | 0               | Int                | 2                  | 0                  | -           | -           | -           | 26     | 1      |
| 2003-2004                  | Rijeka                     | 1. HNL                     | 15         | 0          | CC              | 0               | 0               | -                  | -                  | -                  | -           | -           | -           | 15     | 0      |
| Totale Rijeka              | Totale Rijeka              | Totale Rijeka              | 50         | 2          |                 | 0               | 0               |                    | 2                  | 0                  |             | -           | -           | 52     | 2      |
| 2004-gen. 2005             | Kamen Ingrad               | 1. HNL                     | 14         | 2          | CC              | 0               | 0               | -                  | -                  | -                  | -           | -           | -           | 14     | 2      |
| gen.-giu. 2005             | Metalurh Zaporižžja        | VL                         | 14         | 0          | CU              | 0               | 0               | -                  | -                  | -                  | -           | -           | -           | 14     | 0      |
| 2005-2006                  | Metalurh Zaporižžja        | VL                         | 19         | 1          | CU              | 2               | 1               | -                  | -                  | -                  | -           | -           | -           | 21     | 2      |
| Totale Metalurh Zaporižžja | Totale Metalurh Zaporižžja | Totale Metalurh Zaporižžja | 33         | 1          |                 | 2               | 1               |                    | -                  | -                  |             | -           | -           | 35     | 2      |
| 2006-gen. 2007             | Kryvbas                    | VL                         | 5          | 0          | CU              | 3               | 0               | -                  | -                  | -                  | -           | -           | -           | 8      | 0      |
| gen.-giu. 2007             | Teuta                      | KS                         | 13         | 0          | CA              | 1               | 0               | -                  | -                  | -                  | -           | -           | -           | 14     | 0      |
| Totale Teuta               | Totale Teuta               | Totale Teuta               | 34         | 1          |                 | 1               | 0               |                    | 2                  | 0                  |             | -           | -           | 37     | 1      |
| 2007-2008                  | Partizani Tirana           | KS                         | 25         | 3          | CA              | 0               | 0               | -                  | -                  | -                  | -           | -           | -           | 25     | 3      |
| 2008-2009                  | Skënderbeu                 | KP                         | ?          | ?          | CA              | 0               | 0               | -                  | -                  | -                  | -           | -           | -           | 0+     | 0+     |
| 2009-gen. 2010             | Skënderbeu                 | KS                         | 15         | 2          | CA              | 0               | 0               | -                  | -                  | -                  | -           | -           | -           | 15     | 2      |
| gen.-giu. 2010             | Besa Kavajë                | KS                         | 14         | 2          | CA              | 1               | 0               | -                  | -                  | -                  | -           | -           | -           | 15     | 2      |
| 2010-2011                  | Skënderbeu                 | KS                         | 30         | 8          | CA              | 1               | 0               | -                  | -                  | -                  | -           | -           | -           | 31     | 8      |
| 2011-2012                  | Skënderbeu                 | KS                         | 22         | 7          | CA              | 11              | 3               | UCL                | 2                  | 0                  | SA          | 1           | 0           | 36     | 10     |
| 2012-2013                  | Skënderbeu                 | KS                         | 20         | 1          | CA              | 7               | 2               | UCL                | 0                  | 0                  | SA          | 0           | 0           | 27     | 3      |
| 2013-2014                  | Skënderbeu                 | KS                         | 28         | 7          | CA              | 4               | 0               | UCL+UEL            | 4+1                | 2+0                | SA          | 0           | 0           | 37     | 9      |
| 2014-2015                  | Skënderbeu                 | KS                         | 31         | 4          | CA              | 6               | 3               | UCL                | 2                  | 0                  | SA          | 1           | 0           | 40     | 7      |
| 2015-2016                  | Skënderbeu                 | KS                         | 22         | 0          | CA              | 3               | 0               | UCL+UEL            | 6+4                | 1+0                | SA          | 1           | 0           | 36     | 1      |
| Totale Skënderbeu          | Totale Skënderbeu          | Totale Skënderbeu          | 248+       | 33+        |                 | 32              | 8               |                    | 19                 | 3                  |             | 3           | 0           | 302+   | 44+    |
| Totale carriera            | Totale carriera            | Totale carriera            | 424+       | 44+        |                 | 40              | 9               |                    | 23                 | 3                  |             | 3           | 0           | 490+   | 56+    |

### Cronologia presenze e reti in nazionale
| Cronologia completa delle presenze e delle reti in nazionale ― Albania | Cronologia completa delle presenze e delle reti in nazionale ― Albania | Cronologia completa delle presenze e delle reti in nazionale ― Albania | Cronologia completa delle presenze e delle reti in nazionale ― Albania | Cronologia completa delle presenze e delle reti in nazionale ― Albania | Cronologia completa delle presenze e delle reti in nazionale ― Albania | Cronologia completa delle presenze e delle reti in nazionale ― Albania | Cronologia completa delle presenze e delle reti in nazionale ― Albania |
| Data                                                                   | Città                                                                  | In casa                                                                | Risultato                                                              | Ospiti                                                                 | Competizione                                                           | Reti                                                                   | Note                                                                   |
| ---------------------------------------------------------------------- | ---------------------------------------------------------------------- | ---------------------------------------------------------------------- | ---------------------------------------------------------------------- | ---------------------------------------------------------------------- | ---------------------------------------------------------------------- | ---------------------------------------------------------------------- | ---------------------------------------------------------------------- |
| 5-1-2002                                                               | Riffa                                                                  | Albania                                                                | 0 – 0                                                                  | Macedonia                                                              | Tournament Bahrain                                                     | -                                                                      | 46’                                                                    |
| 7-1-2002                                                               | Riffa                                                                  | Albania                                                                | 1 – 1                                                                  | Finlandia                                                              | Tournament Bahrain                                                     | -                                                                      | 89’                                                                    |
| 10-1-2002                                                              | Riffa                                                                  | Bahrein                                                                | 3 – 0                                                                  | Albania                                                                | Tournament Bahrain                                                     | -                                                                      | 25’                                                                    |
| 12-2-2003                                                              | Bastia Umbra                                                           | Albania                                                                | 5 – 0                                                                  | Vietnam                                                                | Amichevole                                                             | -                                                                      |                                                                        |
| 30-4-2003                                                              | Sofia                                                                  | Bulgaria                                                               | 2 – 0                                                                  | Albania                                                                | Amichevole                                                             | -                                                                      | 85’                                                                    |
| 20-8-2003                                                              | Prilep                                                                 | Macedonia                                                              | 3 – 1                                                                  | Albania                                                                | Amichevole                                                             | -                                                                      | 86’                                                                    |
| 10-9-2003                                                              | Tirana                                                                 | Albania                                                                | 3 – 1                                                                  | Georgia                                                                | Qual. Euro 2004                                                        | -                                                                      |                                                                        |
| 15-11-2003                                                             | Tirana                                                                 | Albania                                                                | 2 – 0                                                                  | Estonia                                                                | Amichevole                                                             | -                                                                      | 46’                                                                    |
| 8-9-2004                                                               | Tbilisi                                                                | Georgia                                                                | 2 – 0                                                                  | Albania                                                                | Qual. Mondiali 2006                                                    | -                                                                      | 81’                                                                    |
| 13-10-2004                                                             | Almaty                                                                 | Kazakistan                                                             | 0 – 1                                                                  | Albania                                                                | Qual. Mondiali 2006                                                    | -                                                                      | 90’                                                                    |
| 29-5-2005                                                              | Stettino                                                               | Polonia                                                                | 1 – 0                                                                  | Albania                                                                | Amichevole                                                             | -                                                                      | 65’                                                                    |
| 4-6-2005                                                               | Tirana                                                                 | Albania                                                                | 3 – 2                                                                  | Georgia                                                                | Qual. Mondiali 2006                                                    | -                                                                      | 85’                                                                    |
| 17-8-2005                                                              | Tirana                                                                 | Albania                                                                | 2 – 1                                                                  | Azerbaigian                                                            | Amichevole                                                             | -                                                                      | 46’                                                                    |
| 16-8-2006                                                              | Serravalle                                                             | San Marino                                                             | 0 – 3                                                                  | Albania                                                                | Amichevole                                                             | -                                                                      | 54’                                                                    |
| Totale                                                                 |                                                                        | Presenze                                                               | 14                                                                     |                                                                        | Reti                                                                   | 0                                                                      |                                                                        |

## Palmarès

### Club

#### Competizioni nazionali
- Campionato albanese: 6

Skënderbeu: 2010-2011, 2011-2012, 2012-2013, 2013-2014, 2014-2015, 2015-2016
- Coppa d'Albania: 1

Besa Kavajë: 2009-2010
- Supercoppa d'Albania: 2

Skënderbeu: 2013, 2014